# Искусство Вавилонии
Искусство Вавилона — совокупность всех предметов искусства древней месопотамской цивилизации Вавилония в период XIX—VI века до н. э. и в период Нововавилонского царства (VII—VI века до н. э.). Выросла из культуры предшествовавших цивилизаций Шумера и Аккада.

## Искусство Вавилона XIX—XII веков до н. э.
В первой половине II тысячелетия до н. э. самой значительной культурной областью была южная половина Двуречья, то есть область Шумера и Аккада, объединённых под главенством Вавилона при царе Хаммурапи (1792—1750 годы до н. э.).
Со второй четверти II тысячелетия до н. э. выступают на историческую арену города Сиро-Финикии и Палестины. Расцвет их продолжается до начала I тысячелетия до н. э. Одновременно приобретают большое значение государство хеттов в долине реки Галис в Малой Азии и соседнее с ним государство Митанни в верхнем течении Евфрата.
Культура Закавказья, начало которой относится к глубокой древности, также достигает в это время высокой степени развития и тесно связана с культурами так называемых горных народов Передней Азии.
Культура Вавилона сложилась на традициях шумерийской и аккадской культур: в это время широко распространилась шумерийская система письма — клинопись; многого достигли разные отрасли вавилонской науки — медицина, астрономия, математика, хотя все они ещё были тесно связаны с магией.

От города Вавилона, который был в своё время центром мирового значения, исторические события последующих эпох оставили очень мало. Немного дошло до нас и памятников изобразительного искусства этого времени.

### Рельеф на своде законов Хаммурапи
Замечательным памятником вавилонского искусства является рельеф на диоритовом столбе (высотой около 2 м) со сводом законов царя Хаммурапи, начертанным клинообразными знаками (Париж, Лувр). Рельеф изображает царя Хаммурапи в благоговейной позе перед сидящим на троне богом солнца и правосудия Шамашем, который передаёт ему символы власти — жезл и магическое кольцо (трон изображен в виде храмика на зиккурате). Подобные сцены вручения или «инвеституры», выражающие идею божественного происхождения царя, так как божество непосредственно передаёт ему знаки власти, часто встречаются на памятниках изобразительного искусства Передней Азии и в предшествующие и в последующие времена. Фигуры на рельефе торжественно статичны, позы бога и царя каноничны, но лицо Хаммурапи, несомненно, портретно.
Другим, не менее значительным, скульптурным памятником этого времени является диоритовая голова (Париж, Лувр), в которой видят портрет Хаммурапи — это пожилой человек с резкими, волевыми, даже суровыми чертами лица.

### Мари
Представление об уровне развития культуры и искусства времени возвышения Вавилона дают раскопки современного ему города Мари (лежащего выше по течению Евфрата). Здесь были открыты руины города и большого дворца правителя города Зимри-Лима площадью в 2,5 гектара и много ценных художественных памятников. План дворца типичен для Двуречья: большие дворы, вокруг которых группируются помещения. Дворец включал в себя, кроме парадных и жилых комнат, святилища, дворцовую школу писцов, кухню и кладовые для хозяйственных запасов. В некоторых помещениях дворца сохранились части настенных росписей (Багдад, Иракский музей) — уникальные памятники живописи времени древнего Вавилона. Это раскрашенные контурные рисунки, исполненные голубой, коричневато-красной и чёрной красками. В числе настенных росписей культовые сцены, например излияние воды божествами, дарующими жизнь всему на земле, или вручение божеством знаков власти царю. Все росписи отличаются строгой симметричной композицией.
В одном из храмовых помещении была найдена алебастровая статуя богини Иштар (высота 86 см), держащая в руках сосуд, из которого когда-то во время церемоний изливалась вода (Багдад, Иракский музей). Статуя отличается монументальной, лаконичной и выразительной трактовкой.
Очень интересны формы для хлебцев или сыров с фигурами животных и человека. В этих маленьких рельефах есть стремление передать пейзаж в традициях аккадского искусства.

### Касситы
При преемниках Хаммурапи мощь Вавилона ослабла. От огромного государства стали отпадать боровшиеся за самостоятельность области Двуречья. Через сто лет Вавилон захватили касситы, которые образовали так называемую III Вавилонскую династию и правили около шестисот лет (XVIII—XII века до н. э.). В культурном отношении касситы стояли гораздо ниже вавилонян.
Среди архитектурных памятников касситского времени следует назвать храм Караиндаша в Уруке (вторая половина XV века до н. э.) с огромными статуями божеств, которые выступают из ниш в стенах и сложены, как и стены здания, из кирпича. Здесь впервые скульптура стала подлинно органической частью архитектуры. Среди скульптурных произведений этого времени выделяется своей монументальностью бронзовая статуя царицы Напир-Aсу, найденная в Эламе (Париж, Лувр).

## Искусство Нововавилонского царства
В 612 году до н. э. столица Ассирии Ниневия была взята царём Вавилонии Набопаласаром в союзе с мидянами и подвергнута полному разрушению, а вся страна была опустошена. Гегемония снова и в последний раз перешла к городу Вавилону, который, кроме политического значения, приобрёл роль крупнейшего торгового и ремесленного центра Передней Азии.
Искусство Нового Вавилона имело, в первую очередь, декоративное назначение. Изображают реальных и фантастических священных животных, растения, орнаменты. Новых образов искусство этого времени почти не создаёт. В нововавилонском искусстве уже не встречаются сюжеты, подобные сюжетам ассирийских рельефов и росписей — военные сцены дворцовой жизни. Сцены поклонения божеству, изображенные на цилиндрах-печатях, часто превращаются в трудночитаемую схему.
Вскоре после смерти Навуходоносора II политическое и экономическое могущество Вавилона падает. В 538 году до н. э. Вавилон был завоёван персидским царём Киром II и присоединен к Иранскому государству Ахеменидов.

### Архитектура Нового Вавилона
Одним из наиболее деятельных царей времени Нового Вавилона был Навуходоносор (604—562 годы до н. э.), который проводил завоевательную политику и значительно расширил границы государства. Осуществлял он и грандиозное храмовое, оборонительное и ирригационное строительство. Много сведений осталось об этом времени от греческих авторов — Геродот, Диодор Сицилийский, Страбон (например, о зиккурате Вавилона).

Архитектура во время Нововавилонского царства была ведущим видом искусства. До наших дней дошли остатки ряда архитектурных памятников.
Судя по материалам раскопок и по описаниям, Вавилон нового времени был огромным, правильно распланированным городом, с улицами, пересекавшимися под прямым углом. Он был окружён тройной мощной стеной, в которой были сделаны восемь ворот, носившие имена восьми главных богов. Многочисленные башни на очень широких стенах и выложенный кирпичом ров довершали мощные оборонительные укрепления города. Кроме того, в городе было очень много различных культовых построек-храмов, небольших святилищ, уличных алтарей.

#### Ворота Иштар
С северной стороны в городской стене находились ворота богини Иштар в виде четырех квадратных в плане башен с арочным проходом, за которыми начиналась основная магистраль — процессионная дорога, считавшаяся священной, так как вела к главному храму Вавилона, посвящённому богу Мардуку, так называемому «Эсагилу». Процессионная дорога была замощена плитами известняка с инкрустацией из красной брекчии. Городская стена, башни ворот, стены по сторонам прецессионной дороги были сложены из обожжённого кирпича, причём на отдельных кирпичах были сделаны рельефным штампом фигуры идущих львов, быков и драконов — символы божеств. Рельефы были покрыты цветной глазурью.

#### «Вавилонская башня»
Рядом с главным святилищем Вавилона, храмом бога Мардука, находился знаменитый уже в древности зиккурат «Этеменанки», о котором говорится в библии как о «Вавилонской башне». Высота его была 90 метров, а площадь основания достигала 90×90 метров. Он состоял из семи уступов, выкрашенных в разные цвета и посвящённых семи божествам. На самом верху его находилось небольшое святилище, выложенное снаружи бирюзово-голубым глазурованным кирпичом и считавшееся жилищем бога Мардука и его жены, богини утренней зари Сарпанит. Здесь стояла золотая статуя бога Мардука.

#### Дворец Навуходоносора II
Раскопками были открыты остатки двух дворцов царя Навуходоносора II, на искусственных платформах, с помещениями, располагавшимися вокруг открытых дворов. Фасадная стена тронного зала одного из дворцов была облицована глазурованным кирпичом с изображениями по тёмно-синему фону ряда стройных колонн с золотисто-жёлтыми стволами и закручивающимися на две стороны волютами капителей, между которыми свисали гирлянды лотосов, а выше тянулся фриз из бело-жёлтых пальметок и бирюзово-голубых ромбов. Создавалось впечатление лёгкой ограды, перевитой цветами, впечатление очень красочное, благодаря умелому подбору синего, голубого, жёлтого, белого и чёрного цветов, а также блестящей прозрачной глазури. В другом, летнем дворце находились когда-то знаменитые «Висячие сады Семирамиды», то есть зелёные насаждения на искусственных террасах, поддерживаемых сводами. Через каналы, колодцы и другие устройства подавалась вода из Евфрата для поливки этих насаждений.